# Kallias von Syrakus
Kallias von Syrakus war ein antiker griechischer Geschichtsschreiber. Er lebte im 4./3. Jahrhundert v. Chr.
Über Kallias ist nur sehr wenig bekannt. Diodor zufolge, der im 1. Jahrhundert v. Chr. eine Universalgeschichte verfasste, schrieb Kallias eine Geschichte des sizilischen Tyrannen Agathokles von Syrakus in 22 Büchern. Das Geschichtswerk ist bis auf einige wenige Fragmente verloren gegangen, es wurde jedoch von Diodor herangezogen.
Kallias, der ein Zeitgenosse des Agathokles war, schrieb wohl vor allem auf Grundlage eigener Beobachtungen, doch kann aufgrund der wenigen Fragmente kaum etwas Genaueres über eventuelle Quellen gesagt werden. Diodor zufolge, der gegen Kallias polemisierte, war das Werk keineswegs objektiv verfasst, sondern stellte vielmehr eine panegyrische Schilderung dar, in der Agathokles verherrlicht und gepriesen wurde. Kallias selbst war offenbar ein Günstling des Agathokles, was die tendenziöse Darstellung erklärt. Das Werk, das anscheinend ganz auf die Taten des Agathokles zugeschnitten war, wurde wohl auch von Timaios von Tauromenion benutzt.

## Textausgaben
- Die Fragmente der griechischen Historiker Nr. 564